# Don Leeson
Donald Leeson (25 tháng 8 năm 1935 – 15 tháng 2 năm 2009) là một cầu thủ bóng đá người Anh thi đấu ở vị trí thủ môn dành toàn bộ sự nghiệp thi đấu tại Barnsley, với chỉ hơn 100 trận cho đội một.
Leeson là người Askern, South Yorkshire, kí bản hợp đồng chuyên nghiệp với Barnsley năm 1954, và có màn ra mắt cho The Tykes ở mùa giải 1956–1957. Năm 1961 Oakwell ông rời câu lạc bộ và trở thành cảnh sát ở Grimsby. Ông tiếp tục thi đấu cho nhiều đội bóng non-league địa phương, và cũng thi đấu cho đội tuyển bóng đá cảnh sát quốc gia.
Ông rời khỏi ngành cảnh sát năm 1984 và mất ngày 15 tháng 2 năm 2009 sau cuộc chiến dài chống chọi với ung thư phổi.